# Раймунд I (граф Тулузы)
Раймунд I (фр. Raymond, ок. 815/820 — ок. 865) — граф Лиможа с 841, граф Керси и граф Руэрга с 849, граф Тулузы и Каркассона с 852, маркиз Тулузы с 855, сын Фулькоальда, графа Руэрга, и Сенегунды

## Биография
В 841 году Раймунд называется графом Лиможа. В 849 году король Франции Карл II Лысый назначил Раймунда, который помогал ему в борьбе против короля Аквитании Пипина II, графом Керси и Руэрга. После смерти брата, Фределона, Раймунд унаследовал его владения — графства Тулуза (включая Пальярс и Рибагорсу) и Каркассон. В 855 году король Карл признал за Раймундом титул маркиз Тулузы.
В 862 году Раймунд столкнулся с маркизом Бургундии и графом Барселоны Онфруа. В результате Раймунд был вынужден уступить ему сначала Лимож, а в 863 году — Руэрг и Тулузу. Но король Карл, обеспокоенный поведением Онфруа, захватил владения Онфруа, раздав их своим сторонникам, после чего Онфруа исчез из источников. Раймунду при этом пришлось бороться за возврат своих владений с новым графом Барселоны. Во время этой борьбы Раймунд умер в 865 году.

## Брак и дети
Жена: Берта (ум. после 6 апреля 883), дочь Реми и Арсинды
- Бернар II Телёнок (ум.872/877)[3], граф Тулузы, Руэрга, Лиможа с 865, Нима, Каркассона, Разеса и Альби с 872
- Фулькоальд (ум. после 6 апреля 883), виконт Лиможа с 872
- Эд (ум.918/919), граф Руэрга с 872, граф Тулузы с 886
- Бенедикт (ум. после 6 апреля 883), монах в аббатстве Вабр.
- Герберт (Арбертус) (ум. после августа 887)
- дочь; помолвлена в 857 году с  Этьеном (ум.864), графом Оверни, однако в 860-м г. помолвка признана недействительной[4].
- (?) Регелинда[5] (860/865 — ?); муж: с ок. 892 Гильом I (ум. ок. 918), граф Перигора
- (?) дочь; муж: Луп I (ум. ок. 910), граф Бигорра